# ويلر بيكهام بلادغود
ويلر بيكهام بلادغود (بالإنجليزية: Wheeler Peckham Bloodgood)‏ (و. 1871 – 1930 م) هو محامي من الولايات المتحدة الأمريكية. ولد في ميلواكي، ويسكنسن.
توفي عن عمر يناهز 59 عاماً.